# Nusantara (ciudad)
Nusantara, en la isla de Borneo, es una ciudad y la futura capital de Indonesia, la cual se inauguró en las celebraciones del día nacional del país (17 de agosto de 2022).
En 2019, durante su discurso anual sobre el estado de la unión en el parlamento, el presidente Joko Widodo anunció un plan para trasladar la capital a Kalimantan. Como parte del plan, parte de la regencia de Kutai Kartanegara y la regencia de Penajam Paser Utara en Borneo Oriental se dividirán para crear una nueva ciudad planificada a nivel de provincia, y la capital se reubicará en una ubicación más central dentro de Indonesia. El plan es parte de una estrategia para reducir la desigualdad de desarrollo entre Java y otras islas en el archipiélago de Indonesia y para reducir la carga de Yakarta como centro principal de Indonesia. En agosto de 2019, el gobierno anunció que, aunque se trasladará la capital, se gastarán 40.000 millones de dólares para evitar que Yakarta se hunda en la próxima década. El desarrollo de la ciudad de Nusantara comenzó el 26 de agosto de 2019 y se completó a un costo estimado de 45,17 mil millones de dólares. La ciudad de Nusantara también forma parte de la regencia de Penajam Paser Utara, una zona económica especial que cubre la isla de Borneo.

## Etimología
La palabra Nusantara deriva de un compuesto javanés antiguo de nusa (islas) y antara (exterior) lo que puede traducirse como "las islas externas" (esto desde la perspectiva de la isla de Java). También, este término es tomado del juramento de Gajah Mada e interpretarse de la palabra Dvīpāntara, el cual es un término sánscrito más antiguo acuñado por Kertanegara y el cual tiene un significado similar.
El nombre Nusantara fue elegido de manera oficial de la nueva ciudad capital de Indonesia en enero de 2022 para encarnar la visión geopolítica nacional conocida como Wawasan Nusantara (literalmente 'Visión Nusantara' o 'Visión del archipiélago indonesio'). También refleja el estatus del país como estado archipelágico. Según la tradición oral local de Kutai registrada en el manuscrito histórico Salasilah Kutai (literalmente, 'La genealogía del reino de Kutai'), el área se conocía como Nusentara (literalmente,'tierra que está dividida') antes de que fuera nombrada Kutai en el siglo XIII.

## Historia
En abril de 2017 el gobierno del presidente indonesio Joko Widodo (Jokowi) reavivó la orden de trasladar la capital nacional desde Yakarta, y se comprometió a evaluar los posibles sitios alternativos para albergar la nueva capital de Indonesia a fines de ese año.
Según un funcionario del Ministerio de Planificación del Desarrollo Nacional de Indonesia, el gobierno estaba decidido a trasladar la capital indonesia fuera de Java, una idea que se había planteado de forma interrumpida desde la administración de Sukarno, que habría considerado a Palangka Raya en la provincia de Borneo Central. Poco después de que se anunciara el plan, Jokowi visitó dos ubicaciones posibles en Kalimantan; Bukit Soeharto en Kalimantan Oriental y el Área del Triángulo cerca de Palangka Raya. En abril de 2019, se anunció un plan de 10 años para transferir todas las oficinas gubernamentales a la nueva capital.
El Ministerio de Planificación del Desarrollo Nacional recomendó las tres provincias de Borneo Meridional, Central y Oriental que visitó Jokowi, dado que cada una de ellas cumplía con los requisitos para una nueva capital, incluido estar relativamente libre de terremotos, tsunamis y volcanes, además de permitir para un puerto marítimo.

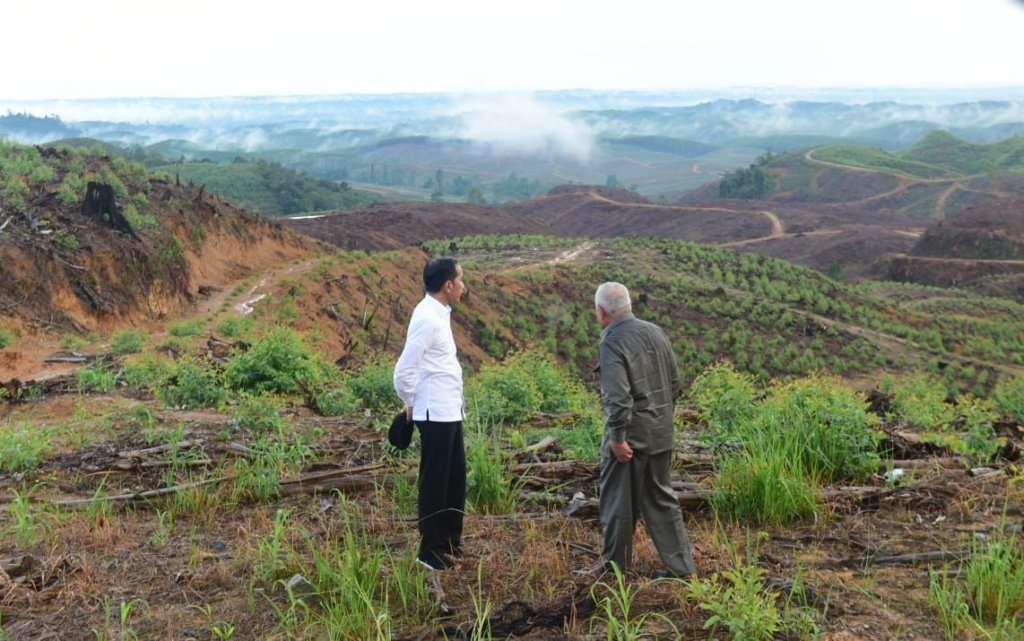
El presidente de Indonesia Joko Widodo junto al gobernador de la provincia de Borneo Central, Isran Noor, visitando Nusantara.

El 23 de agosto de 2019, Jokowi aprobó de manera formal el plan, como parte de una estrategia para reducir la desigualdad de desarrollo entre Java y otras islas del archipiélago indonesio y para reducir la carga de Yakarta como centro principal de Indonesia.
El Ministerio de Planificación del Desarrollo Nacional estimó que el costo de la reubicación sería de 466 billones de rupias  (32.700 millones de dólares estadounidenses ) y que el gobierno tenía la intención de cubrir el 19% del costo, y que el resto provendría principalmente de asociaciones públicos privadas e inversión directa tanto de empresas estatales como del sector privado.
Al igual, se asignarán 40 mil millones de dólares para salvar a Yakarta del hundimiento en la próxima década, lo que también ha sido ampliamente reportado como una causa extra y fundamental para la reubicación de la capital.
A principios de septiembre de 2021, se completó el proyecto de ley para la reubicación de la capital. El 29 de septiembre de 2021, la administración de Jokowi presentó un proyecto de ley ómnibus para la reubicación de la capital a la Cámara de Representantes (la cámara baja de la legislatura indonesia). Entre muchos elementos prescritos en el proyecto de ley, contenía el plan para la formación de una Autoridad de la Ciudad Capital (Otorita Ibu Kota Negara), una agencia especial responsable de la nueva capital y que responde ante el presidente. A la nueva agencia se le otorgaron cualidades similares a las de un ministerio en el sentido de que el titular del cargo sería designado por el presidente, pero con capacidades de gobierno especiales similares a las de un gobernador provincial. También regulará cómo la Autoridad de la Capital gestionará su financiación, impuestos, retribuciones y activos.
Debido a que el plan se presentó a mediados del segundo mandato de Jokowi como presidente, la Asamblea Consultiva del Pueblo (MPR) propuso una enmienda constitucional para restablecer la capacidad de la MPR de promulgar principios de políticas estatales (Pokok – Pokok Haluan Negara, PPHN), similar al Esquema de Políticas Estatales del MPR del Nuevo Orden (Garis Besar Haluan Negara, GBHN). Esto tenía como objetivo proporcionar seguridad y sostenibilidad al proyecto y garantizar su continuación después de que Jokowi ya no estuviera en la presidencia. Según los resultados de la encuesta del Instituto de Encuestas KedaiKOPI de agosto de 2019, el 95,7% de los encuestados de Yakarta expresaron su rechazo al plan de trasladar la ciudad capital a Kalimantan Oriental. El 17 de enero de 2022, durante una reunión del Comité Especial, el ministro de Planificación del Desarrollo Nacional, Suharso Monoarfa, dijo que la nueva capital de la nación se llamaría Nusantara.
Se esperaba que el desarrollo de Nusantara aprendiera lecciones de una reubicación similar, cuando Brasil trasladó su capital de Río de Janeiro a Brasilia en 1960.
El 3 de junio de 2024 se anunció que Bambang Susantono, jefe de la Autoridad de la Ciudad Capital de Nusantara, junto con su adjunto, Dhony Rahajoe, habían renunciado. Yusuf Wibisono, Director del Instituto de Estudios Demográficos y de Pobreza (Ideas) especuló que esto podría haber sido provocado por el hecho de que el presidente electo Prabowo estaba menos entusiasmado con el proyecto que Jokowi, citando las recientes declaraciones de Prabowo en las que dijo que el proyecto aún continuaría, pero ya no sería una prioridad.
El 29 de julio de 2024, el presidente saliente de Indonesia, Joko Widodo, comenzó a trabajar desde el nuevo palacio presidencial de Nusantara, donde tenía previsto pasar los últimos meses de su presidencia.

### Diseño

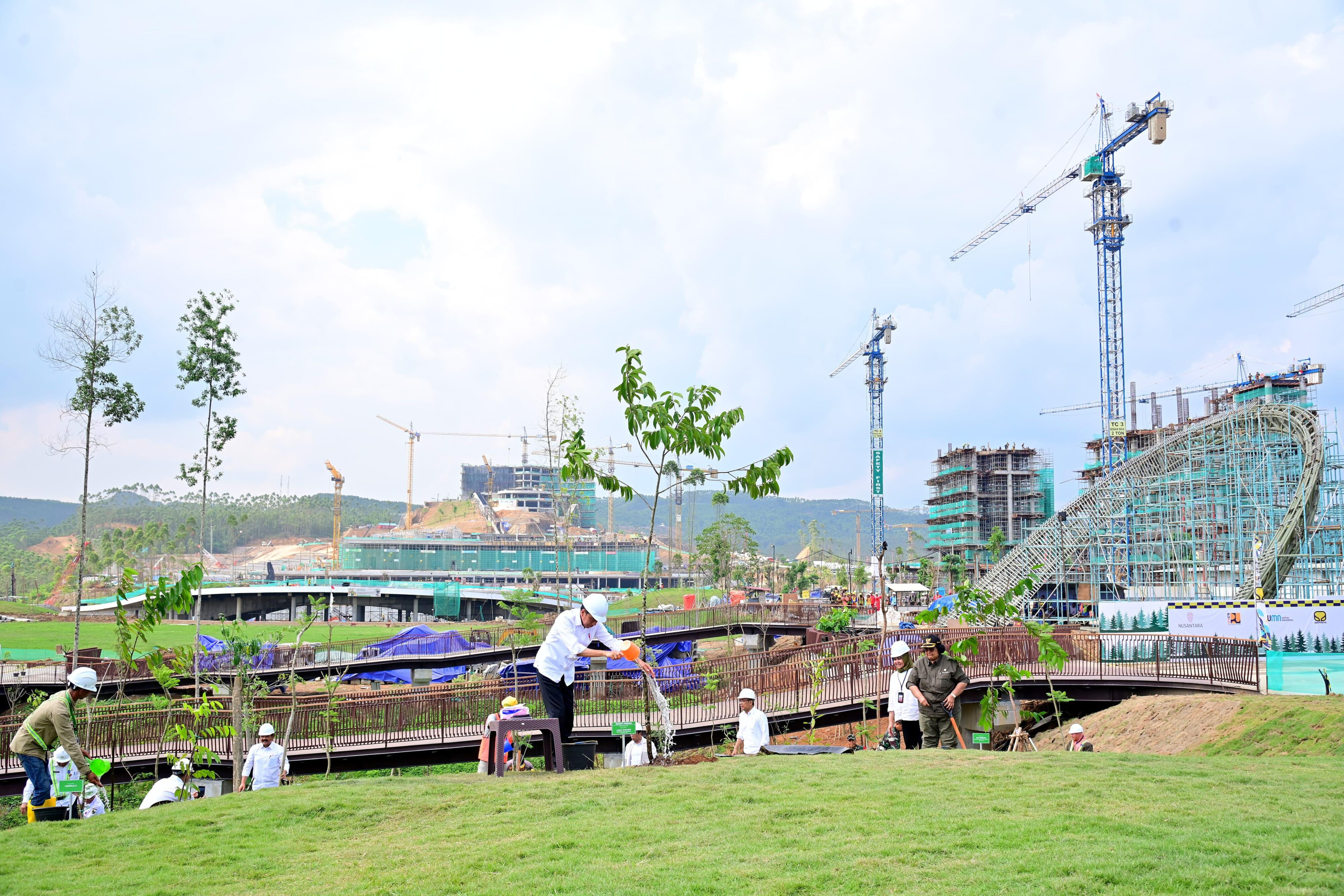
Se plantan árboles porque la ciudad está diseñada para ser sostenible.

El Ministerio de Obras Públicas y Vivienda Pública organizó un concurso de diseño de la capital a finales de 2019. El ganador, Nagara Rimba Nusa ('País Archipelágico Forestal') de Urban+ se anunció oficialmente el 23 de diciembre de 2019. El gobierno se comprometió a colaborar en el diseño del equipo ganador con el de los equipos que quedaron en segundo y tercer lugar, así como con diseñadores internacionales, para afinar el proceso de diseño final hasta 2020. Diseñadores de al menos tres países, China, Japón y Estados Unidos, se habían ofrecido a participar en el diseño. El nombre, que se había sugerido unos tres meses antes, está en línea con el concepto principal del ganador. 
La ciudad está diseñada para la sustentabilidad y la protección de los bosques circundantes de Kalimantan, con el objetivo de que el 80% de la movilidad se realice mediante transporte público, bicicleta o caminata, y obteniendo toda su energía de fuentes renovables y destinando el 10% de su área a la producción de alimentos.
En marzo de 2022, el Ministerio volvió a organizar un concurso de diseño para cuatro estructuras, el palacio vicepresidencial, el complejo de oficinas de los legisladores, el complejo de oficinas del poder judicial y un complejo para el culto público junto al lago Pancasila.

### Construcción

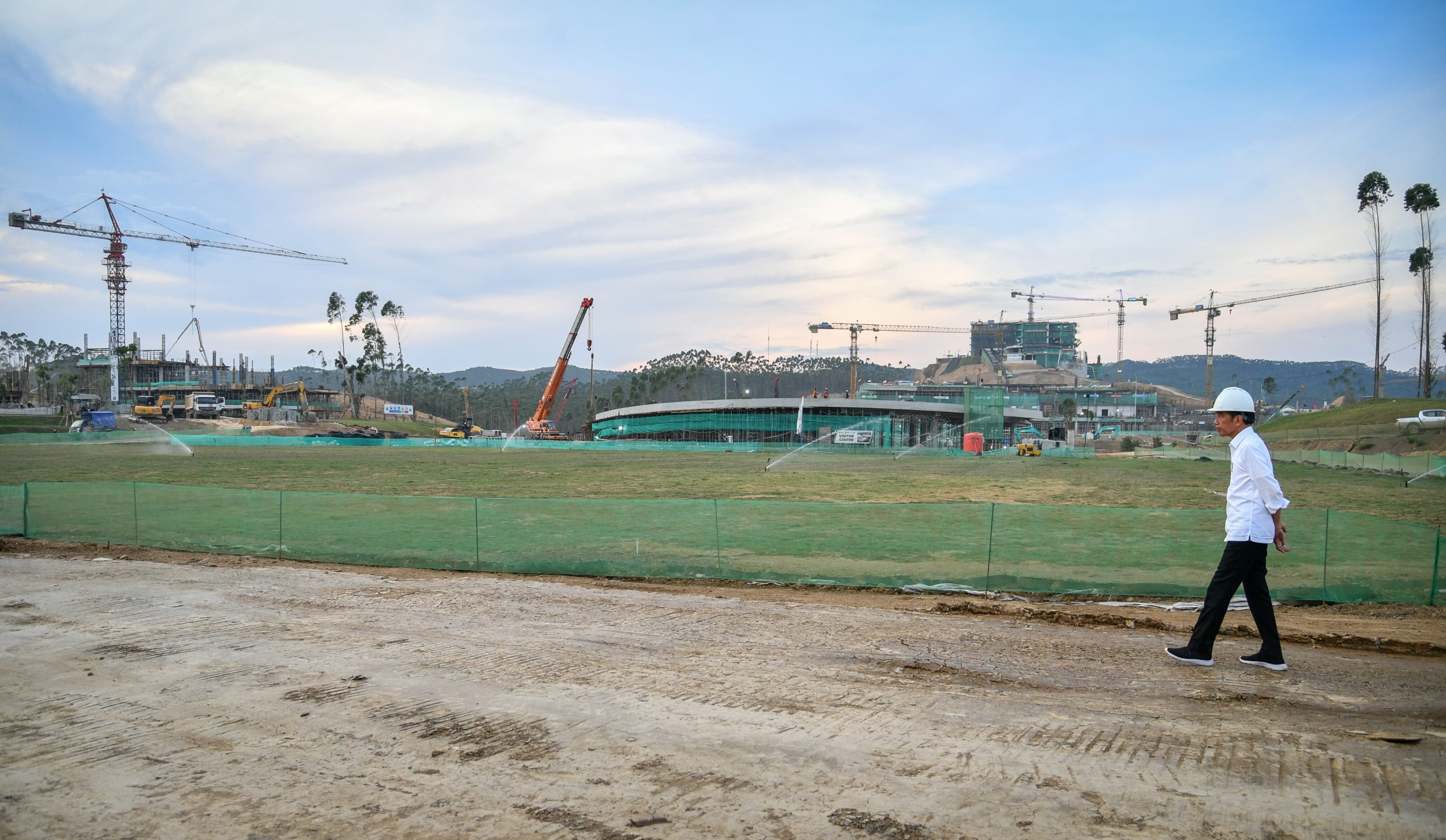
Joko Widodo en Nusantara. Al fondo, el futuro palacio presidencial.

Tras la toma de posesión de Bambang Susantono como jefe de la Autoridad, las provincias de todo el país enviaron cantidades simbólicas de tierra y agua de sitios histórica o culturalmente significativos en sus respectivas provincias para formar parte de la nueva capital. Borneo Central trajo pedazos de tierra de una colina donde se decía que Tjilik Riwut, un héroe nacional de la provincia y respetada figura Dayak. Borneo Oriental trajo agua y tierra de Kutai Lama, donde se encontraba el reino histórico de Kutai Kartanegara. Malucas septentrionales trajo una combinación de tierra y agua de cuatro sultanatos históricos principales en Maluku, también conocidos como Maluku Kie Raha, que son Jailolo, Ternate, Tidore y Bacan. La provincia de Islas menores de la Sonda orientales trajo tierra de siete regencias de la provincia, mientras que Bengkulu trajo tierra del lugar donde Sukarno estuvo exiliado. Borneo del Sur trajo agua y tierra de antiguas residencias de ulemas respetados en la provincia, Zainal Ilmi y Syekh Muhammad Al-Banjari. Sulawesi del Sudeste presentó tierra y agua del sitio del histórico Sultanato de Buton en Baubau. Java Oriental también presentó tierra de sitios del antiguo Imperio Majapahit.
Inicialmente, en julio de 2022, se desplegaron 100.000 trabajadores de toda Indonesia en el sitio de Nusantara. Sin embargo, esta decisión generó críticas de las organizaciones locales por no involucrar adecuadamente a los trabajadores locales. En respuesta a estas preocupaciones, el presidente Joko Widodo ordenó a la Autoridad de la Ciudad Capital de Nusantara que aumentara la fuerza laboral a entre 150.000 y 200.000 para garantizar la participación de los trabajadores locales en el desarrollo de Nusantara.
La construcción se retrasó hasta después de que finalizara la campaña de vacunación contra la COVID-19 en marzo de 2022.

### Problemas financieros
En marzo de 2022, el grupo japonés SoftBank se retiró del proyecto debido a la incertidumbre sobre los beneficios. Según el ministro de Asuntos Marítimos e Inversiones de Indonesia, Luhut Panjaitan, la inversión habría ascendido a entre 30.000 y 40.000 millones de dólares estadounidenses. Esto supuso un revés, ya que el gobierno indonesio había previsto aportar solo el 19,2% de la financiación del proyecto con fondos estatales, y el resto procedería de inversores nacionales y extranjeros.
En una conferencia celebrada en Singapur en junio de 2023, Jokowi intentó tranquilizar a los inversores diciendo que el proyecto continuaría independientemente de quién ganara las elecciones presidenciales indonesias de 2024 y que Nusantara era una "oportunidad de oro" para la inversión. En agosto de 2023, el gobierno solo había asignado el 20% de los fondos totales necesarios y los inversores se mostraban reacios a compensar el déficit debido a la incertidumbre política y al historial de Indonesia de subinversión en infraestructura.
En noviembre de 2023, Jokowi admitió que ningún inversor extranjero había invertido dinero en Nusantara. El diputado de Financiación e Inversión de la Autoridad IKN, Agung Wicaksono, dijo que había varios inversores extranjeros que eran socios de inversores nacionales. Entre ellos se encontraban Swissotel, propiedad de Accor Group, que trabajaba con Hotel Nusantara, y Sembcorp, que se asociaba con la empresa eléctrica estatal PLN. También afirmó que había 300 cartas de intención.

## Geografía

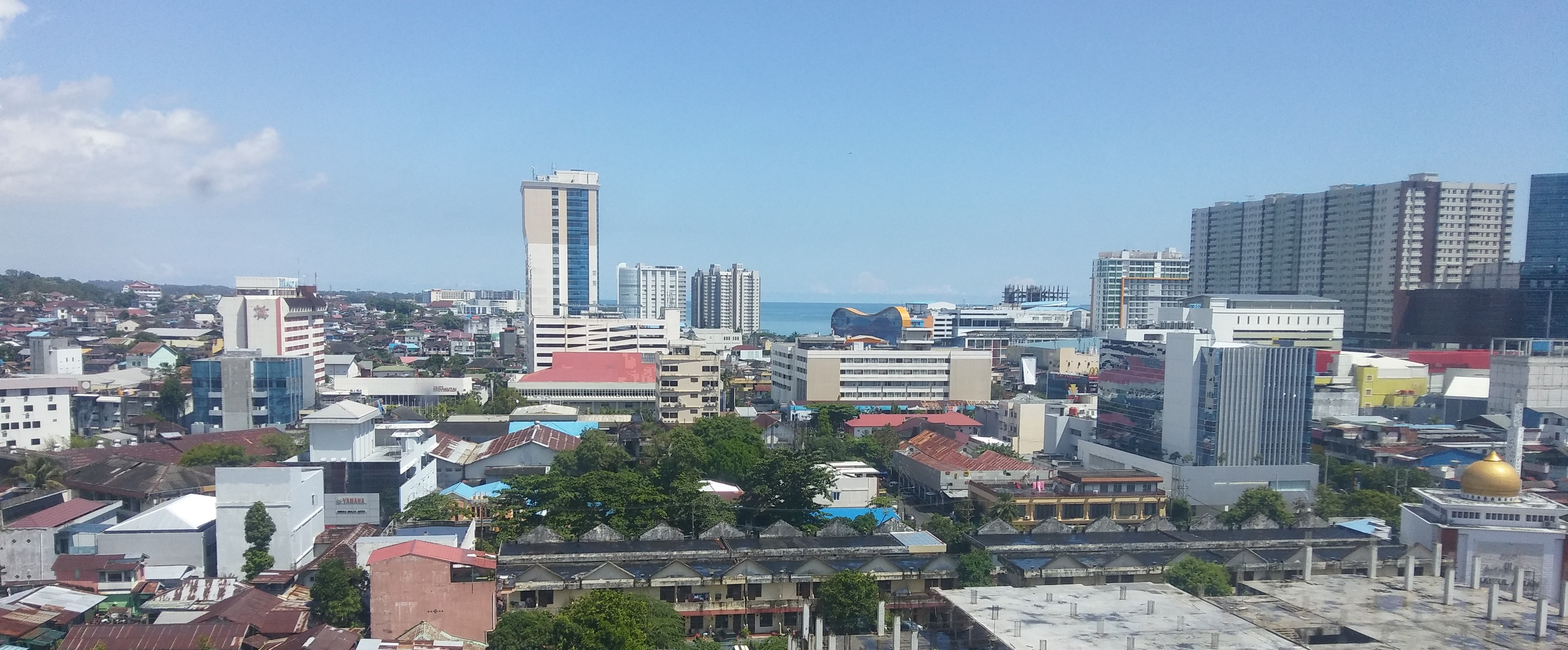
Balikpapan, una de las ciudades cercanas a Nusantara

Nusantara está situada en la costa este de Borneo, la tercera isla más grande del mundo. La ciudad comparte una frontera terrestre con la provincia de Borneo Oriental y tiene una línea costera que se extiende hacia el este hasta el estrecho de Macasar y hacia el sur hasta la bahía de Balikpapan. Nusantara también tiene cuatro islas (Benawa Besar, Batupayau, Jawang y Sabut) ubicadas al norte de la bahía de Balikpapan. La ciudad cuenta con un paisaje montañoso y anteriormente era un bosque industrial, con su concesión propiedad de Sukanto Tanoto.

### Zonificación

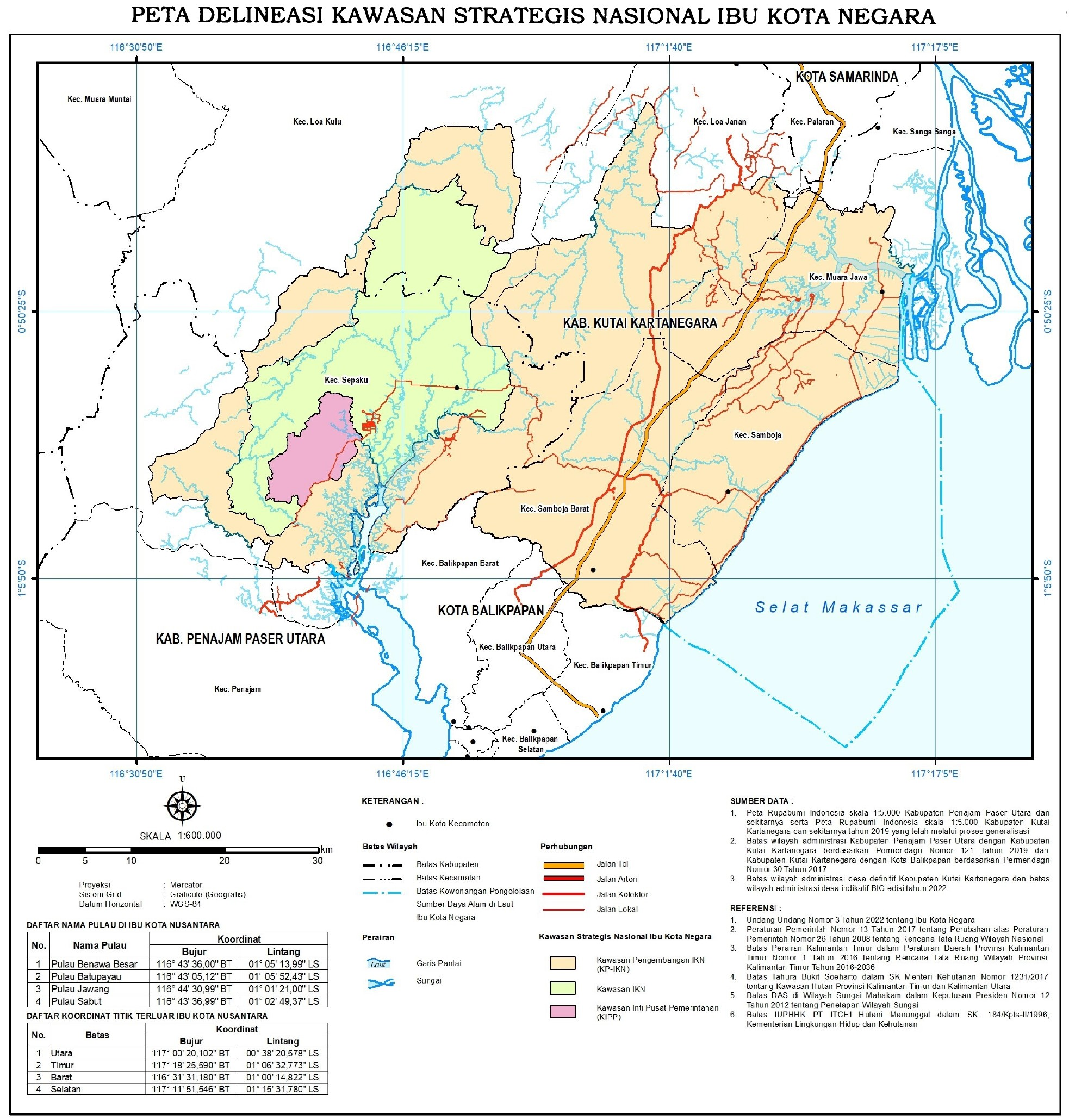
Mapa de Nusantara sobre la frontera actual de Kalimantan Oriental. El área rosada denota el Área Gubernamental Principal; el área verde denota el Área de la Ciudad Capital (que abarca los distritos de Sepaku y Loa Kulu); y el área naranja denota la Zona de Desarrollo de la Ciudad Capital.

Nusantara abarca un área de 2.560 km² designada como Área Estratégica Nacional (Kawasan Strategis Nasional, KSN), con 68,56 km² como Zona Gubernamental Principal (Kawasan Inti Pusat Pemerintahan, KIPP), 561,80 km² como Área de la Ciudad Capital (Kawasan Ibu Kota Negara), y el resto como Zona de Desarrollo de la Ciudad Capital (Kawasan Pengembangan Ibu Kota Negara). El área metropolitana de Nusantara incluirá las regencias y ciudades circundantes de Borneo Oriental, como Balikpapan y Samarinda.
| Zonificación                            | Zonificación                 | Instalaciones planeadas |
| --------------------------------------- | ---------------------------- | --- |
| Zona Gubernamental Principal            | Zona Gubernamental Principal | - Palacios presidenciales y vicepresidenciales. - Edificios de oficinas del gobierno central, de las legislaturas y del poder judicial. - Parques culturales. - Jardines botánicos. |
| Área de la ciudad capital               | Área de la ciudad capital    | - Residencias para funcionarios públicos, policías y fuerzas armadas. - Instalaciones educativas y médicas. - Universidad y parque científico y tecnológico. - Industrias limpias y de alta tecnología. - Centros de investigación y desarrollo. - Bases militares. - Otros conjuntos residenciales. |
| Zona de desarrollo de la ciudad capital | Fase 1                       | - Parque nacional. - Instalaciones de conservación de orangutanes. - Otros conjuntos residenciales. |
| Zona de desarrollo de la ciudad capital | Fase 2                       | - Desarrollos metropolitanos. - Otras áreas desarrolladas conectadas con provincias cercanas. |

## Gobierno

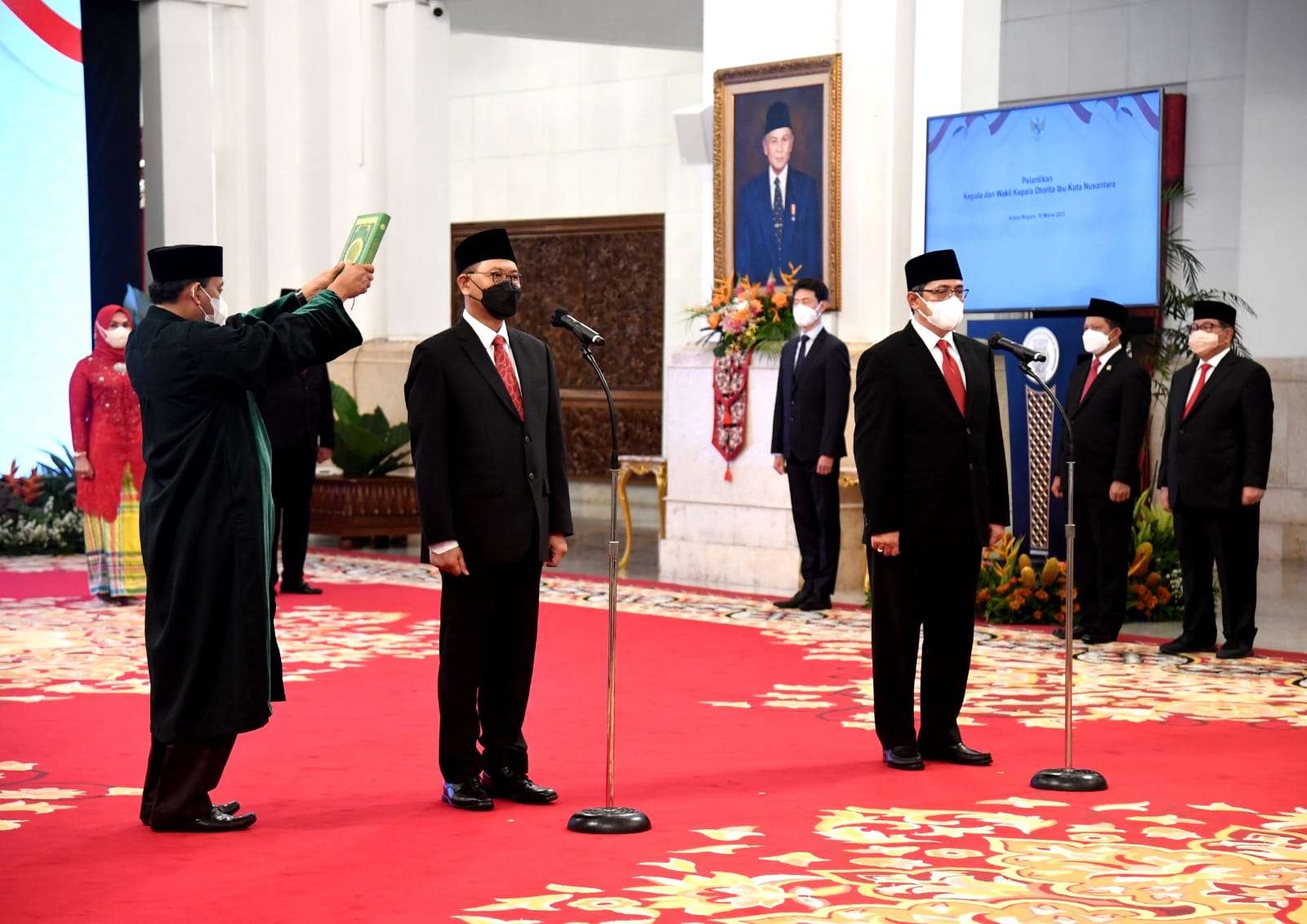
Toma de posesión del jefe y subdirector de la Autoridad de la Ciudad Capital de Nusantara el 10 de marzo de 2022.

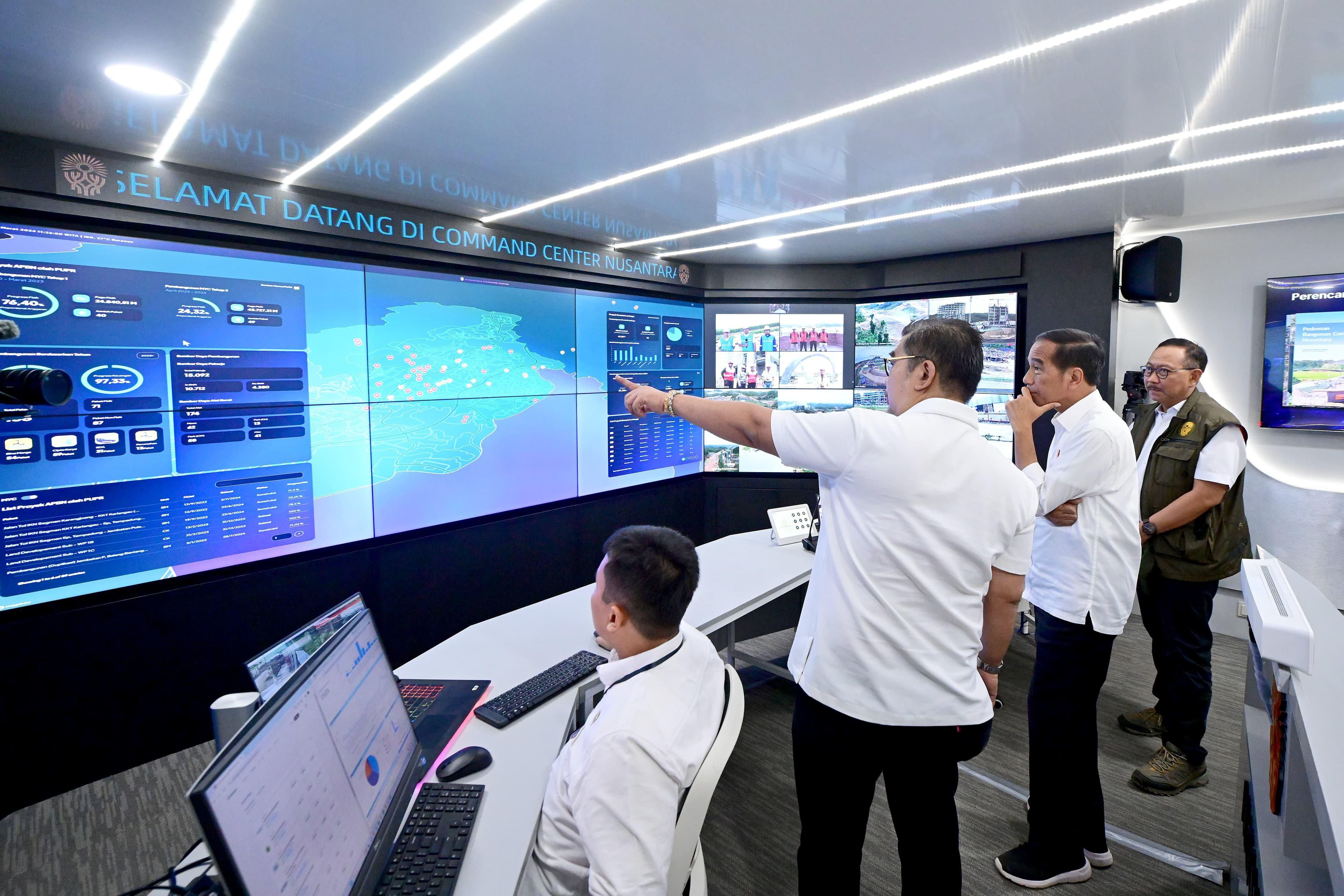
Centro de Comando de Nusantara, encargado de coordinar el desarrollo de la capital.

Nusantara está gestionada por una agencia conocida como la Autoridad de la Ciudad Capital de Nusantara (en indonesio: Otorita Ibu Kota Nusantara). Su estructura difiere de la de otras ciudades de Indonesia, que se consideran entidades autónomas y autogobernadas separadas del gobierno central. Por el contrario, la Autoridad de la Ciudad Capital es una agencia que rinde cuentas directamente al gobierno central. Opera a nivel ministerial y su director es un funcionario de nivel de gabinete. A diferencia de los gobernadores, alcaldes y regentes, que son elegidos popularmente en elecciones regionales, el director adjunto de la Autoridad son designados por el presidente.
Desde marzo de 2022 hasta junio de 2024, la autoridad estuvo bajo el liderazgo del jefe Bambang Susantono y el jefe adjunto Dhony Rahajoe. En junio de 2024, Bambang Susantono y Dhony Rahajoe renunciaron a sus respectivos cargos antes de la inauguración de la ciudad. Se dice que sus motivos son razones personales. Actualmente, el jefe de la Autoridad de la Ciudad Capital de Nusantara es Basuki Hadimuljono, quien también es el jefe del Ministerio de Obras Públicas y Vivienda de Indonesia.
La Autoridad de la Ciudad Capital anunció que Nusantara tendría una forma especial de gobierno local y que la división administrativa de Nusantara sería diferente de otras regiones de Indonesia.

## Transporte
Para alcanzar el objetivo de que el 80% del transporte sea de medios no privados, se ha planificado una red integral de transporte público para la nueva capital. El desarrollo de la ciudad se centra en la creación de zonas densas y transitables y contará con una red de ciclovías en toda la ciudad, dos líneas ferroviarias para un sistema de metro, un sistema de tránsito rápido de autobuses y minibuses autónomos como servicios de enlace.
Un sistema de tránsito automatizado con guías conectará la nueva capital con la autopista Balikpapan. Además, se construirá un nuevo sistema ferroviario interurbano y regional para unir la nueva capital con ciudades vecinas como Samarinda y Balikpapan, formando parte de la red ferroviaria Trans Kalimantan más amplia que conectará todo el lado indonesio de la isla de Borneo con servicio ferroviario.
Se construirá una carretera de peaje planificada de 47 km para conectar el área central del gobierno con el aeropuerto VVIP y Balikpapan. Nusantara también será servida por el cercano Aeropuerto Aji Pangeran Tumenggung Pranoto ubicado en Samarinda, la ciudad vecina de la nueva capital, así como por el Aeropuerto Sultan Aji Muhammad Sulaiman Sepinggan de Balikpapan. Para apoyar a los dos aeropuertos que sirven a Nusantara, también se construirá un nuevo aeropuerto VVIP en Penajam.

## Relaciones internacionales

### Ciudades gemelas y ciudades hermanas
Nusantara está hermanada con:
- Astaná (Kazajistán, 2023)[cita requerida]